# Ginkovke
Ginkovke (lat. Ginkgoaceae), porodica golosjemenjača u redu Ginkgoales. Pripada joj nekoliko fosilnih i jedan živi rod.

## Rodovi
1. Baiera Braun, 1843 †[1]
2. Esterella Boersma and Visscher 1969 †[2]
3. Ginkgo L.[1]
4. Sphenobaiera Florin, 1936 †[1]